# Bandar-e Gaz (shahrestan)
Bandar-e Gaz (persiska: شهرستان بندر گز, Shahrestān-e Bandar-e Gaz, بندر گز) är en shahrestan, delprovins, i Iran.   Den ligger i provinsen Golestan, i den norra delen av landet, 250 km öster om huvudstaden Teheran.
Delprovinsen hade 46 130 invånare 2016.